# Surva
Surva (bugarski: Сурваки ili Сурва) je pučki festival koji se odvija svake godine 13. i 14. siječnja, za Novu godinu po starom Gregorijanskom kalendaru. Jezgra proslave je popularni maskenbal koji se izvodi u selima u cijeloj bugarskoj regiji Pernik.
Prve noći maskenbala, skupina Survakari (Kukeri), koja se sastoje od muškaraca, žena i djece u posebno pripremljenim maskama i kostimima, polaze prema središtu sela gdje pale vatru, zafrkavaju i igraju se s publikom. Neki sudionici prihvaćaju posebne uloge, kao što su vođe, mladenci, svećenici ili medvjed. Rano sljedećeg jutra oni se okupljaju i po cijelom selu posjećuju kuće gdje ritualno vjenčaju mlade parove, dok medvjed „mlati” ljude za dobro zdravlje. Domaćini očekuju dolazak s ritualnim obrokom i darovima. Nakon pučke fešte Survakari razdjeljuju darove i često doniraju prikupljena sredstva za siročad i siromašne. 
Čin maskenbala poziva mlade ljude i potiče njihov interes za nastavljanje tradicije. Cijele obitelji sudjeluju u prikupljanju materijala za maske i ostalu opremu tijekom cijele godine, a odrasli podučavaju mladež i djecu kako da naprave osebujne maske i kostime. Zbog toga je Surva upisana na popis nematerijalne svjetske baštine 2015. godine.

## Vanjske poveznice
- Službene stranice festivala Surva (engl.)